# مون کیونگ-جا
مون کیونگ-جا (انگلیسی: Moon Kyung-ja؛ زادهٔ ۱۴ اوت ۱۹۶۵) بازیکن بسکتبال اهل کره جنوبی بود.